# Polymer Journal
Polymer Journalは、高分子学会の公式学術誌である。国際的な査読つきジャーナルで、月に一度、高分子科学と技術およびこれらに関連する諸分野のオリジナル論文やレビューなどを載せている。2009年からはNature Publishing Groupから発行されている。現在の責任編集者は、九州大学の田中敬二が務めている。

## 参照
1. ↑  Editors